# CS Blanc-Mesnil
Der Club Sportif du Blanc-Mesnil war ein Fußballverein aus der Stadt Le Blanc-Mesnil, nordöstlich von Paris in der Île-de-France gelegen. Der Klub hat ausschließlich durch seine Fußballerinnen überregionale Bedeutung erlangt, die zeitweise auf höchstem nationalem Liganiveau angetreten sind.

## Geschichte
Weder das Gründungsdatum des Vereins noch dasjenige der Frauenabteilung sind den verwendeten Quellen zu entnehmen. Seine Vereinsfarben waren Schwarz und Weiß, die Ligaelf trat im örtlichen Stade Jean-Bouin an.
1997 schloss sich der Club Sportif mit zwei lokalen Vereinen, der Étoile Sportive Blanc-Mesnil und der Jeunesse Pasteur, zusammen; dieser Fusionsklub nennt sich Blanc-Mesnil Sport Football.

## Ligazugehörigkeit und Erfolge
Während die Männer des Vereins nie über die Mitwirkung in einer unteren regionalen Liga hinausgekommen sind, konnte die Frauenfußballmannschaft des CSBM sich zum ersten Mal zur Saison 1990/91 für die frankreichweite Meisterschaftsendrunde qualifizieren, die damals noch in Endrundenturnierform mit einer Mischung aus Gruppen- und K.-o.-Spielen ausgetragen wurde. Dabei belegten sie in ihrer Vorrundengruppe den siebten Rang. Ein Jahr darauf beendeten sie die Spielzeit als Sechstplatzierte ihrer Gruppe. Dies reichte nicht aus, um in der 1992 neu eingeführten ersten Frauenliga (Championnat National 1 A) Aufnahme zu finden. Für diese qualifizierten sie sich dann aber zur Saison 1993/94, nur um nach Abschluss dieser Spielzeit als Vorletzter der Abschlusstabelle in die zweite Liga zurückzukehren. Dabei konnten sie die Einordnung auf den zwölften und letzten Rang nur dadurch vermeiden, dass ihren Konkurrentinnen von OS Monaco durch den Verband drei ihrer auf dem Rasen errungenen Punkte abgezogen wurden.
Der Nachfolgeverein Blanc Mesnil Sport Football war noch einmal von 2006 bis 2008 in der Division 2 vertreten, stieg aber 2011 sogar in eine regionale Gruppe des vierthöchsten Niveaus ab. Im erst 2001 eingeführten Pokalwettbewerb um den Challenge de France féminin schaffte dieser es 2005/06 und 2006/07 immerhin bis in die landesweite Hauptrunde; dort schied der BMSF aber jeweils nach nur einem Spiel aus.